# Ancienne église Saint-Georges des Batignolles
Ne pas confondre avec l'actuelle église Saint-Georges des Batignolles
L'église Saint-Georges des Batignolles est un ancien lieu de culte à Nantes en Loire-Atlantique, abritant aujourd'hui un studio d'enregistrement et des salles de répétitions sous le nom de Studio Saint-Georges des Batignolles.

## Localisation
L'église se trouve dans le quartier Nantes Erdre, à l'angle du boulevard des Batignolles et de l'avenue de la Gare-de-Saint-Joseph à proximité du stade de la Beaujoire

## Description
C'est une construction de briques rouges recouverte d'un toit en ardoise.

## Historique
En 1920, une première église Saint-Georges des Batignolles est édifiée, à l'angle du boulevard des Batignolles et du chemin de Saint-Georges (devenue avenue de la Gare-de-Saint-Joseph), par la famille Goüin pour leurs ouvriers des Usines des Batignolles, fondées en 1917. L'abbé Joseph Guiho, futur vicaire général du diocèse, en devient le premier curé en 1924. Avec le soutien de la direction des usines, de nombreuses œuvres paroissiales sont initiées, avec notamment un patronage pour les enfants dès 1921, une « Amicale » présidée par le voisin Robert de La Tullaye ou bien une colonie de vacances à Kervalet (Batz-sur-Mer).
Rapidement devenue trop petite, une nouvelle église est construite entre 1933 et 1935 à l'initiative des Batignolles-Châtillon, sur les plans des architectes René Ménard et Maurice Ferré (également concepteurs de l'église Sainte-Thérèse de Nantes). Elle assurait les missions paroissiales auprès des habitants des trois cités ouvrières dépendant de l'usine des Batignolles toute proche : La Halvêque, La Baratte et Le Ranzay. Elle remplace ainsi l'église construite en bois dans les années 1920 à l'image des cités ouvrière érigées par les Établissements Bessonneau. Une fresque réalisée par l'abbé Pierre Bouchaud orne le chœur de l'église.
Fermée au culte, pour des raisons de sécurité (le bâtiment situé près du boulevard périphérique, menaçait de s'effondrer), elle fut remplacée depuis par un nouveau lieu de culte homonyme situé non loin de là. L'édifice fut néanmoins restauré et agrandi, afin d'être transformé en studio d'enregistrement et salles de répétitions, utilisées notamment par Angers-Nantes Opéra et la compagnie de marionnette Théâtre pour deux mains.

## Sources
- Louis Le Bail, « Saint-Jo et les Batignolles, histoires d'un quartier nantais », 2012.
- Bertrand Joly, Jacques Weber, « Églises de l'Ouest, églises d'ailleurs: mélanges offerts à Marcel Launay », 2009.
- Maurice Chaignon, Le chanoine Joseph Guiho, 1er curé des Batignolles, vicaire général de Nantes (1881-1957), Nantes, Éd. Seco, s.d..